# Universidad del Pacífico (Chile)
Universidad del Pacífico – prywatna uczelnia w Chile, zlokalizowana w Santiago.